# 2015年歐洲
|        | 歐洲歷史 |
| 世紀： | 20世紀歐洲 \| 21世紀歐洲 \| 22世紀歐洲                                                                                     |
| 年代： | 1980年代歐洲 \| 1990年代歐洲 \| 2000年代歐洲 \| 2010年代歐洲 \| 2020年代歐洲 \| 2030年代歐洲 \| 2040年代歐洲               |
| 年份： | 2011年歐洲 \| 2012年歐洲 \| 2013年歐洲 \| 2014年歐洲 \| 2015年歐洲 \| 2016年歐洲 \| 2017年歐洲 \| 2018年歐洲 \| 2019年歐洲 |

## 大事時序

### 1月
- 1月1日，立陶宛正式加入歐元區，成為歐元區第19個成員國。總理布特克維丘斯表示，加入歐元區不僅意味經濟和政治安全，也意味立陶宛可以更快速發展經濟，從而創造更多就業機會。[1]
- 1月7日，法國巴黎遭受四十年來最嚴重恐怖襲擊[2]，曾於2011年刊登諷刺伊斯蘭教先知穆罕默德漫畫的查理周刊雜誌社，位於巴黎的辦公室被與伊斯蘭國有聯繫、蒙面的賽義德·寇瓦奇及謝里夫·寇瓦奇兩兄弟槍手闖入亂槍掃射，造成12死11傷[3]，死者包括兩名到場處理的警員，兇徒其後分別乘坐兩輛車逃去。事件疑與2011年的漫畫風波有關，法國總統奧朗德趕到現場了解並形容為恐怖襲擊，又稱過去幾個星期已經粉碎了多個恐襲陰謀。法國當局隨即將安全警戒級別提升至最高級，軍警調派到傳媒機構及宗教場所等地方戒備[4]。兩名槍手於槍擊案後，在巴黎北區棄車而逃，並劫持了第二輛汽車。兩人其後在埃納省維萊科特雷市RN2公路旁搶劫了一個加油站，獲得食物和汽油之後，繼續逃亡。
- 1月8日，一名叫阿米蒂·庫利巴利的32歲塞內加爾男子，在巴黎南部郊區蒙魯日和平大道和皮埃爾·布羅索萊大道的交界處，開槍打死一名女警。一名清道夫也在襲擊中嚴重受傷。庫利巴利跟襲擊查理周刊的槍手，隸屬於同一個聖戰組織，法國警方表示事件之間存在着某種關係。[5]
- 1月9日，寇瓦奇兄弟帶着AK-47突擊步槍與火箭筒逃進達馬爾坦昂戈埃勒工業區，衝入一間印刷廠挾持職員。圍困持續了8個多小時，鄰近大樓響起3次爆炸聲，寇瓦奇兄弟被擊斃，印刷廠內人質安全獲釋，行動結束。同日，持有兩把AK-47步槍的庫利巴利則襲擊了巴黎東部文森門公園一個猶太人雜貨店，殺死4人，並挾持人質。警方攻入雜貨店擊斃了庫利巴利，15名人質獲救，但包括兩名警察在內的多人受傷。[6]

### 4月
- 4月13日，私人國家利伯自由共和國在克羅地亞和塞爾維亞邊界的西加成立。

### 6月
- 6月21日，英國最胖男子卡爾·湯普森幾星期前在電視乞求減肥方法，但減肥未成功，是日在多佛爾家中逝世，終年僅33歲。救護員花了幾小時才將重達413.6公斤（910磅）的屍體移走，警方相信死因無可疑。湯普森自小愛吃，每天吸取熱量高達10,000卡路里的垃圾食物。當母親2012年患腦瘤離世，他自此化悲憤為食量，結果體重由191公斤（420磅）暴脹至現時413.6公斤。由於體形暴脹和太重，他已有一年沒出過門，每天靠叫外賣取得食物，也要專人為他洗身。醫生說他須減286公斤，否則會死，但他拒絕做縮胃手術，惟有公開乞求減肥方法，冀助他走出困境。[7]
- 6月29日，希臘在債務談判破裂後，宣佈實施資金管制（限每人每日只能從自動櫃員機提取最多60歐元）、銀行關門和股市停市，防止金融體系受到衝擊，同時無能力在6月30日限期前還錢給國際貨幣基金組織，造成債務違約。[8]

### 7月
- 7月5日，希臘舉行紓困公投以大比數否決國際債權人提出的緊縮換救助方案，使希臘脫離歐元區危機加深。主要債權人德國表示尊重公投結果，歐元區各國將召開峯會，商討對策。[9]
- 7月13日，歐元區峯會就希臘債務問題經過17小時馬拉松談判，終於達成協議。希臘總理齊普拉斯接受三日內立法改革和一系列被指「喪權辱國」的條件，換取與國際債權人就高達860億歐元的第三輪救助，展開談判，其間可獲應急錢，可望暫時解除經濟崩潰和退出歐元區危機，但仍要面對崎嶇前路。[10]
- 7月28日，歐洲央行批准停市近一個月的希臘股市重開，但限制國內投資者不能夠從銀行戶口提取現金購買股票，雅典證券交易所則表示兩至三天內仍無法重開股市，是由於當地銀行在設置國內投資者交易限制時，遇上技術問題。[11]

### 8月
- 8月3日，雅典證券交易所在當地實施資本管制並暫停股市運作5星期後重開，首日低收16.2%，當中銀行股跌幅更達3成，並觸及跌停限制。當局上星期宣布市場重開的消息，但規定當地居民買賣股票，只能以現金交易，不得動用銀行存款，外來投資者則不受限制。[12]

### 9月
- 9月2日，叙利亚库尔德族儿童艾蘭·庫迪随家人由土耳其偷渡希腊时死于海难，其遗体照片引发国际社会对歐洲移民危機和叙利亚内战难民问题的关注。
- 9月4日，幾百名滯留在匈牙利首都布達佩斯多日的難民，決定步行前往奧地利，估計要行240公里，才到達奧地利首都維也納。匈牙利鐵路部門日前表示，開往西歐的列車無限期停駛。至於9月3日登上火車後被警方截停的約500名難民，拒絕進入收容所，繼續留在列車。另外，幾百名在南部鄰近塞爾維亞邊境難民營棲身的難民，衝出難民營，其餘過千人亦威脅離營。聯合國難民署要求歐盟採取緊急措施，處理難民危機，包括興建足夠的收容設施，接收可能高達20萬難民。[13]
- 9月5日，大批移民繼續由匈牙利前往奧地利和德國，當局估計有一萬人經奧地利進入德國。在法蘭克福，當地居民來到火車站，以掌聲迎接他們。在慕尼黑，亦有居民帶來糧水，甚至是小禮物，為移民打氣。當局表示，截至傍晚約六千人抵達慕尼黑。長途跋涉，但他們的旅程尚未完結，先要接受身體檢查，再乘坐當局安排的巴士前往德國各地的庇護中心。當局亦安排阿拉伯語翻譯，協助他們登記身份。德國當局早前宣布，決定以人道理由破例開放邊境，但強調移民要在首個踏足的歐盟國家，申請庇護的規定並沒取消。而在匈牙利，繼續有大批移民徒步至接壤奧地利的邊境，希望乘火車入境奧地利。偷渡潮持續困擾歐洲多國，在希臘米蒂利尼島，約一千名移民在港口示威，要求當局加快審批他們的旅遊文件。當局出動防暴警察驅散人群，但示威者不願離開，雙方爆發衝突，混亂間有人受傷。[14]
- 9月7日，大批難民繼續經匈牙利及奧地利前往德國，德國指兩天來已收容逾二萬人。德國總理默克爾說期望這批難民會為德國帶來正面的改變，又呼籲歐洲其他國家分擔收容難民的責任。經歷長途跋涉，來自中東及非洲的難民乘火車繼續經匈牙利及奧地利抵達德國，前來迎接的當地民眾無分身份，無分年齡都向這批難民伸出友誼之手。他們被分配到慕尼黑、柏林、多蒙特及法蘭克福等地。敘利亞難民表示：「所有東西都失去，甚麼也沒有了，（敘利亞）政府沒有給我們任何東西，只有炸彈。」默克爾表示，民眾自發到火車站迎接難民的場面令人動容，她期望這批難民，會為德國帶來改變：「我們此刻的經歷將在未來改變我們的國家，我們期待這是正面的改變，而我們相信定能做到。」不過，歡笑背後默克爾亦承認德國不可能獨力承擔，每年收容這麼多難民，她要求歐盟檢討長遠難民政策，其他成員國亦應承擔責任。在奧地利有志願者就組織車隊接載由匈牙利過境的難民。不過當局指連日入境的超過一萬人，絕大部分都是想前往德國，願意留下的只是少數。法國總統奧朗德就宣布將收容約二萬四千人。面對不斷湧入的難民，奧地利宣布會逐步停止接收，希望最終透過歐盟機制，在28個成員國公平分配難民名額。[15]
- 9月8日，匈牙利邊境繼續有難民打算徒步前往首都布達佩斯，再轉往德國等國家，期間和警方衝突。德國副總理加布里爾稱未來幾年德國每年可接收最少50萬名難民。在匈牙利南部接壤塞爾維亞邊境，數百名難民在警員安排下分批乘坐巴士前往收容中心，他們當中包括孕婦、長者和小童，不少人經歷長途跋涉，已疲態盡現。另外數以百計不願被帶到收容中心的難民則衝破警方防線離開，打算靠自己徒步170公里，北上前往布達佩斯，繼續向其他西歐國家進發。警員手持警棍和胡椒噴霧，制止難民離開，不少人抱著孩子跑開，繼續漫長旅程。而在德國，當局安排火車接載約700名難民離開慕尼黑，轉到北部的下薩克森州城鎮。近期大批難民都選擇德國為他們的最終目的地，有分析認為，是德國有完善系統處理難民申請，政府除了會向有經濟困難的難民提供食宿津貼，申請庇護的難民，抵埗三個月後，亦可申請工作許可，讓他們能真正重過新生。德國當局早前預計，今年會有超過80萬人申請難民庇護，是去年的四倍。總理默克爾促請歐盟建立行之有效的系統，落實由成員國公平分配難民配額。歐盟委員會9月9日會提出難民配額新方案，將約16萬名已抵達歐洲的難民，強制分配給大部分歐盟國家。[16]
- 9月9日，英國大笨鐘在當地夏令時間下午5時半鳴鐘慶祝英女王伊利沙伯二世在位63年216日16小時23分鐘，打破她曾曾祖母維多利亞女王保持的紀錄，正式成為在位時間最長的英國君主。首相卡梅倫讚揚她多年來服務國家，令全國上下感到自豪。官方沒有正式慶祝，但民間就有各種不同活動向英女王致意，白金漢宮表示女王希望這天低調度過，跟往常一樣處理公務。伊利沙伯二世這天與王夫菲臘親王到蘇格蘭邊境，主持新鐵路線通車儀式，已經89歲的她登上新路線的蒸氣火車，在全長近50公里的新路線沿途欣賞風景。她致辭時感謝各界祝賀：「很多人，包括妳首席大臣，善意地指出這天有另一番特別意義，雖然不是我一直渴求達到的，但漫長的人生無可避免地能度過很多里程碑，我當然也不例外。」國會下議院這天延遲半小時開會，首相卡梅倫帶領議員向女王致敬，他說自己出世時，英女王伊利沙伯二世已在位14年。卡梅倫又說她多年來服務國家，全國上下都為她感到自豪：「伊利沙伯二世是我們的英女王，眾人也為她感到自豪，她服務這個國家，一貫優雅、莊嚴及得體，願她長久統治。」英女王在1952年登基，是現今在位時間第二長的國家君主，比在位70年、在位時間最長的泰王普密蓬少7年。[17]
- 9月10日，大批難民繼續經匈牙利和奧地利，前往德國，由於人數太多，匈牙利前往奧地利的火車暫時停駛。匈牙利內政部建議就大量難民湧入當地，最快9月15日宣布進入「危機狀態」，並會加快興建南部邊境圍欄，完工日期由原先預計下月底提早至下月初，希望盡快阻止難民湧入。在德國，大約500名難民乘坐特別班次列車，抵達柏林後，轉乘巴士到收容中心。繼開放舊軍營後，當局再開放奧運體育館，在場內放置幾百張床，讓難民暫時棲身。本月初至今，已共有約33,000名難民抵達德國。總理默克爾在柏林視察一間學校，該學校為難民兒童提供上課機會，協助他們融入社會。默克爾抵達時獲不少難民歡迎，她表示，面對每天有大量難民湧入，當局要加快採取措施應對，形容正面臨挑戰。而在德國北部，早前因難民人數太多，而一度停駛的火車重開，幾百名難民在車站通宵一晚後，繼續行程，由德國經丹麥，前往瑞典尋求庇護。丹麥警方表示過去四天，已有3,000名「外國人」抵達當地。而在匈牙利布達佩斯，仍有數以千計難民和移民，等候乘火車前往奧地利和德國。但並非所有難民都有這個機會，奧地利鐵路當局表示，由於人數太多，由匈牙利開往當地的列車要暫時停駛。目前大批難民仍然滯留匈牙利，在南部接壤塞爾維亞邊境，由於天氣轉冷並下雨，對住在戶外營地的難民來說，生活環境更加惡劣。[18]
- 9月12日，歐洲難民危機持續，由於匈牙利9月15日起會採取更嚴格的難民入境措施，大批難民急忙離開匈牙利。在匈牙利首都布達佩斯，數千名難民得悉匈牙利政府即將收緊入境政策後，湧到火車站，趕乘火車前往奧地利和德國，部分仍在匈牙利邊境的難民則沿著鐵路路軌步行至檢查站。有難民說：「我們整天都很肚餓，今天很難過。不，我們不願登記身份，我們如何能拒絕登記身份？我們如何能離開匈牙利，而又不用登記身份？」匈牙利政府本月十五日起，將實施更嚴格的難民入境政策，當局將在邊境處理難民申請，並將申請者分別送到當地不同的難民營，任何人不合作將被扣留在邊境，部分不登記的非法入境難民，更有可能被拘捕。另一方面，當地政府又動員囚犯及失業人士，趕在十月初前，修建接壤塞爾維亞邊境的圍欄。但有部分難民就弄爛鐵絲網闖關，當地政府考慮調動軍方到邊境執法。在難民抵埗的最前線，匈牙利邊境地區連日來由於有大批難民滯留，遺下大量垃圾，衛生情況惡劣，有義工帶物資給難民時就協助清理垃圾。而在英國倫敦，數萬名示威者，包括人權組織代表和政界人士等遊行至國會廣場，他們不滿政府處理難民潮的手法。示威者高舉標語，表示歡迎難民到英國展開新生活。[19]

### 11月
- 11月13日法国巴黎十区和十一区发生恐怖袭击，一家餐馆和法兰西球场附近的酒吧等多处发生枪击和爆炸。巴塔克兰剧院约有100人遭劫持，目前已造成129人遇难。[20]